# Paul Van Asbroeck
Paul Van Asbroeck (Schaarbeek, 1 mei 1874 - aldaar, 20 april 1959) was een Belgisch schutter.

## Levensloop
Van Asbroeck nam vijfmaal deel aan de Olympische Zomerspelen, met name in 1900, 1908, 1920, 1924 en 1936. Op de Spelen van 1900 te Parijs behaalde hij brons op het onderdeel 'drie houdingen militair geweer' en op de Spelen van 1908 te Londen behaalde hij goud op de 50 meter pistool individueel en zilver op dit onderdeel met het Belgisch team.
Ook behaalde hij op de wereldkampioenschappen (1904, 1907, 1909, 1910, 1912 en 1914) zesmaal goud in de '50 meter pistool', alsook driemaal zilver (1905, 1906 en 1924) en eenmaal brons (1925) in dit onderdeel. Daarnaast behaalde hij een gouden (1905), een zilveren (1912) en vier bronzen medailles (1904, 1906, 1907 en 1908) in het onderdeel 'militair geweer staand', alsook een zilveren (1912) en drie bronzen medailles (1900, 1908 en 1909) in het onderdeel 'militair geweer drie houdingen'.
1896: Sumner Paine ·
1900: Karl Röderer ·
1908: Paul Van Asbroeck ·
1912: Alfred Lane ·
1920: Karl Frederick ·
1936: Torsten Ullman ·
1948: Edwin Vásquez ·
1952: Huelet Benner ·
1956: Pentti Linnosvuo ·
1960: Aleksej Goesjtsjin ·
1964: Väinö Markkanen ·
1968: Grigori Kosysj ·
1972: Ragnar Skanåker ·
1976: Uwe Potteck ·
1980: Aleksandr Melentjev ·
1984: Xu Haifeng ·
1988: Sorin Babii ·
1992: Kanstantsin Loekasjyk ·
1996: Boris Kokorev ·
2000: Tanjoe Kirjakov ·
2004: Michail Nestroejev ·
2008: Jin Jong-oh ·
2012: Jin Jong-oh ·
2016: Jin Jong-oh